# 솔러 임펄스
솔러 임펄스(Solar Impulse)는 스위스의 장거리 태양광 항공기 실험 프로젝트의 이름이며, 동시에 해당 프로젝트에서 운영하는 항공기의 이름이다.
스위스의 엔지니어이자 사업가인 앙드레 보르슈베르(André Borschberg)와 정신의학자이자 조종사인 베르트랑 피카르(Bertrand Piccard)가 주도하고 있다.  솔러 임펄스 프로젝트의 목표는 태양 에너지만을 이용한 세계 일주이다. 2015년 아부다비에서 출발한 솔러 임펄스2호는 2016년 7월 26일 아랍에미리트의 수도 아부다비의 알바틴 공항에 착륙하면서 4만2천km, 505일간의 비행을 끝마쳤다.

## 솔러 임펄스 1호
제원은 다음과 같다.

### 제원
- 탑승인원 : 1
- 길이: 21.85 m
- 날개폭 : 63.4 m
- 높이 : 6.4 m
- Wing area : 11,628 개의 태양광 패널, (최대 45kW, 200m2)
- Aspect ratio: 19.7
- 중량 : 1,600 kg
- 최대 이륙 중량 : 2,000 kg
- 엔진 : 4개의 전기 모터, 4x21kWh 리튬 이온 전지 (450kg), 각 7.5kW (10 HP) 제공
- 프로펠러 지름 : 3.5 m 200~400rpm
- 이륙 속도 : 35 km/h

## 솔러 임펄스 2호

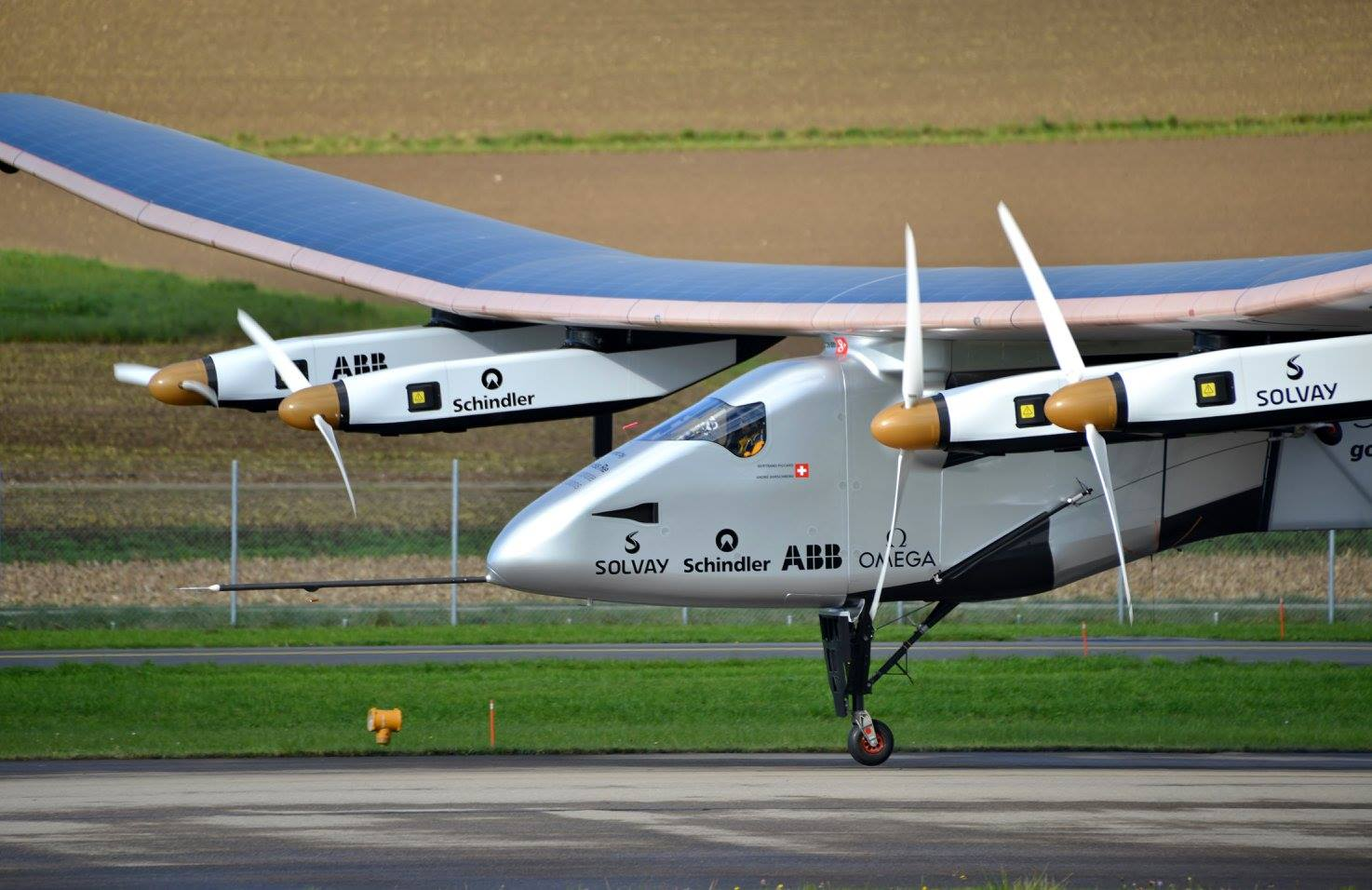
스위스 파예른 비행장의 솔러 임펄스 2호. 2014년 11월.

제원과 성능은 다음과 같다.

### 제원
- 탑승인원 : 1
- 길이 : 21.85 m
- 날개폭 : 71.9 m
- 높이 : 6.37 m

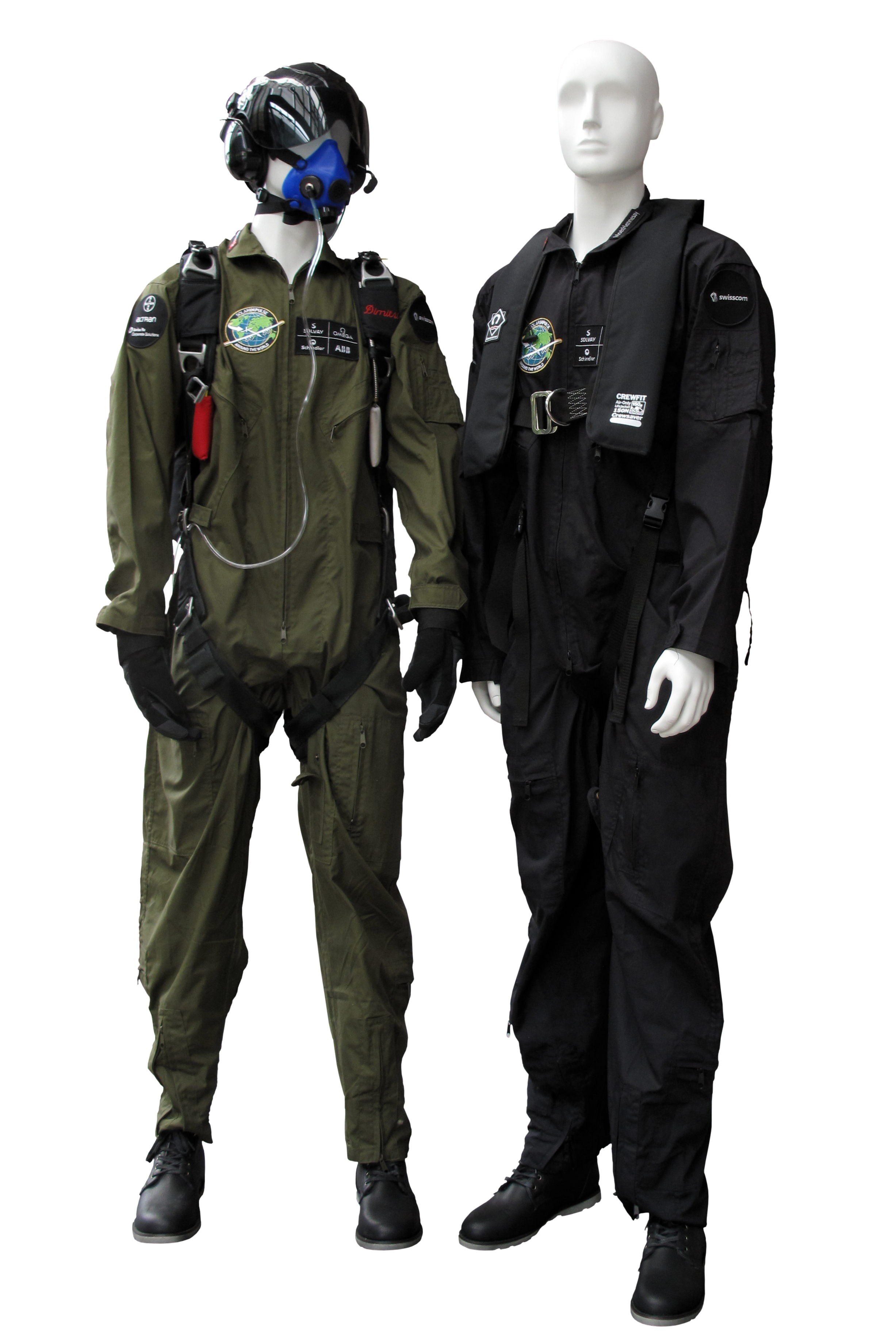
솔러 임펄스의 유니폼

- Wing area: 17,248 개의 태양광 패널, 날개위쪽과, 동체, 꼬리 날개 ( 최대 66 kW, 269.6m2 )
- 이륙 중량 : 2,300 kg
- 엔진 : 4개의 전기 모터, 4x41kWh 리튬 이온 전지 (633 kg), 각 13kW (17.4 HP) 제공
- 프로펠러 지름 : 4m
- 이륙 속도 : 36 km/h

### 성능
- 최고 속도 : 140 km/h
- 순항 속도 : 90km/h (56mph), 야간 절전 운항 60km/h (37mph)
- 실용 상승한도 : 8,500 m (27,900 피트) 최고 고도 12,000 m (39,000 피트)

### 세계일주
2015년 3월 9일 아랍에미리트 아부다비에서 비행을 시작한 솔러 임펄스 2호는 2016년 7월 26일 새벽에 아부다비로 돌아오면서 세계일주를 끝마쳤다.

#### 상세 경로
| ＼ | 출발           | 출발지                      | 목적지                      | 비행시간       | 비행 거리                  | 평균 속도                      | 최대 고도              | 조종사          |
| -- | -------------- | --------------------------- | --------------------------- | -------------- | -------------------------- | ------------------------------ | ---------------------- | --------------- |
| 1  | 3월 9일 03:12  | 아부다비, UAE (OMAD)        | 무스카트 (OOMS)             | 13시간 01분    | 772 킬로미터 (417 nmi)     | 59.2 킬로미터 매 시 (32.0 kn)  | 6,383 미터 (20,942 ft) | 안드레 보쉬버그 |
| 2  | 3월 10일 02:35 | 무스카트, 오만 (OOMS)       | 아마다바드, 인도 (VAAH)     | 15시간 20분    | 1,593 킬로미터 (860 nmi)   | 103.9 킬로미터 매 시 (56.1 kn) | 8,874 미터 (29,114 ft) | 베르트랑 피카르 |
| 3  | 3월 18일 01:48 | 아마다바드, 인도 (VAAH)     | 바라나시, 인도 (VIBN)       | 13시간 15분    | 1,170 킬로미터 (630 nmi)   | 88.3 킬로미터 매 시 (47.7 kn)  | 5,182 미터 (17,001 ft) | 보쉬버그        |
| 4  | 3월 18일 23:52 | 바라나시, 인도 (VIBN)       | 만달레이, 미얀마 (VYMD)     | 13시간 29분    | 1,536 킬로미터 (829 nmi)   | 113.9 킬로미터 매 시 (61.5 kn) | 8,230 미터 (27,000 ft) | 베르트랑 피카르 |
| 5  | 3월 29일 21:06 | 만달레이, 미얀마 (VYMD)     | 충칭, 중화인민공화국 (ZUCK) | 20시간 29분    | 1,636 킬로미터 (883 nmi)   | 79.9 킬로미터 매 시 (43.1 kn)  | 8,634 미터 (28,327 ft) | 베르트랑 피카르 |
| 6  | 4월 20일 22:06 | 충칭, 중화인민공화국 (ZUCK) | 난징, 중화인민공화국 (ZSNJ) | 17시간 22분    | 1,384 킬로미터 (747 nmi)   | 79.7 킬로미터 매 시 (43.0 kn)  | 4,270 미터 (14,010 ft) | 베르트랑 피카르 |
| 7  | 5월 30일 18:39 | 난징, 중화인민공화국 (ZSNJ) | 나고야, 일본N1 (RJNA)       | 44시간 09분    | 2,942 킬로미터 (1,589 nmi) | 66.6 킬로미터 매 시 (36.0 kn)  | 8,634 미터 (28,327 ft) | 보쉬버그        |
| 8  | 6월 28일 18:03 | 나고야, 일본 (RJNA)         | 칼렐루아, 미국 (PHJR)       | 117시간 52분   | 8,924 킬로미터 (4,819 nmi) | 75.7 킬로미터 매 시 (40.9 kn)  | 8,634 미터 (28,327 ft) | 보쉬버그        |
| 9  | 4월 21일 16:15 | 칼렐루아, 미국 (PHJR)       | 마운틴뷰, 미국 (KNUQ)       | 62 hrs 29 mins | 4,086 킬로미터 (2,206 nmi) | 65.4 킬로미터 매 시 (35.3 kn)  | 8,634 미터 (28,327 ft) | 베르트랑 피카르 |
| 10 | 5월 2일 12:03  | 마운틴뷰, 미국 (KNUQ)       | 피닉스 (KGYR)               | 15시간 52분    | 1,113 킬로미터 (601 nmi)   | 70.2 킬로미터 매 시 (37.9 kn)  | 6,706 미터 (22,001 ft) | 보쉬버그        |
| 11 | 5월 12일 11:05 | 피닉스 (KGYR)               | 털사 (KTUL)                 | 18시간 10분    | 1,570 킬로미터 (850 nmi)   | 86.4 킬로미터 매 시 (46.7 kn)  | 6,706 미터 (22,001 ft) | 베르트랑 피카르 |
| 12 | 5월 21일 09:22 | 털사 (KTUL)                 | 데이턴 (KDAY)               | 16시간 34분    | 1,113 킬로미터 (601 nmi)   | 67.2 킬로미터 매 시 (36.3 kn)  | 6,401 미터 (21,001 ft) | 보쉬버그        |
| 13 | 5월 25일 08:02 | 데이턴 (KDAY)               | 리하이 밸리 (KABE)          | 16시간 49분    | 1,044 킬로미터 (564 nmi)   | 62.2 킬로미터 매 시 (33.6 kn)  | 4,572 미터 (15,000 ft) | 베르트랑 피카르 |
| 14 | 6월 11일 03:18 | 리하이 밸리 (KABE)          | 뉴욕 (KJFK)                 | 4시간 41분     | 265 킬로미터 (143 nmi)     | 56.6 킬로미터 매 시 (30.6 kn)  | 915 미터 (3,002 ft)    | 보쉬버그        |
| 15 | 6월 20일 06:30 | 뉴욕 (KJFK)                 | 세비야, 스페인 (LEZL)       | 71시간 08분    | 6,265 킬로미터 (3,383 nmi) | 88.1 킬로미터 매 시 (47.6 kn)  | 8,534 미터 (27,999 ft) | 베르트랑 피카르 |
| 16 | 7월 11일 04:20 | 세비야, 스페인 (LEZL)       | 카이로, 이집트 (HECA)       | 48시간 50분    | 3,745 킬로미터 (2,022 nmi) | 76.7 킬로미터 매 시 (41.4 kn)  | 8,534 미터 (27,999 ft) | 보쉬버그        |
| 17 | 7월 23일 23:28 | 카이로, 이집트 (HECA)       | 아부다비, UAE (OMAD)        | 48시간 37분    | 2,794 킬로미터 (1,509 nmi) | 57.5 킬로미터 매 시 (31.0 kn)  | 8,534 미터 (27,999 ft) | 베르트랑 피카르 |

## 같이 보기
- 전동항공기
- 태양광 자동차

### 내용
1. ↑  베르트랑 피카르는 열기구 Breitling Orbiter 3을 이용해 열기구 세계 일주에 성공하였다.[3]
2. ↑  모든 시간은 UTC 기준. 1~8은 2015년, 9~15는 2016년이다.